# Татарский удар
Татарский удар — дебютное произведение татарского писателя Шамиля Идиатуллина, написанное в 2004 г. в жанре технотриллера. Первоначальное авторское название романа — «Rucciя» — было изменено по просьбе издательства. Слоган произведения — «Тысячелетию Казани посвящается» — вынесен на обложку книги.

## Сюжет
Недалёкое (от 2004 г.) будущее. Россия осталась слабым государством с сырьевой экономикой. После резкого падения цены на нефть до $4 за баррель обостряются отношения между федеральным центром и регионами, в первую очередь нефтедобывающими Башкортостаном и Татарстаном, которых хотят отлучить от экспортной трубы. На пике конфликта Татарстан объявил о своём выходе из состава Российской Федерации.
Во внутрироссийскую смуту, когда на подавление мятежа двинулись войска, и уже пролилась кровь, вмешались США и НАТО, шантажом и обещаниями заставив руководство России согласиться на отправку в регион миротворцев. Конечной целью американцев было утвердиться в центре России и в перспективе расчленить её. Однако татарстанцы не впустили «миротворцев» на территорию республики, оказав им вооружённое сопротивление.
США прибегли к своей стандартной практике, опробованной в 1990-х гг. в Ираке и на Балканах — к массированной бомбардировке Татарстана, посмевшего «плюнуть в руку помощи, через всю планету протянутую Америкой русскому региону». Ракетно-бомбовой атаке подверглась Казань. Однако татарстанцы ответили ударом на удар, сбив американские вертолёты и с помощью базировавшихся в Татарстане стратегических бомбардировщиков Ту-22М3 и Ту-160 уничтожив американскую базу в Марий Эл и нанеся успешный удар неядерными крылатыми ракетами по Белому Дому.
В итоге Россия проснулась от спячки и угрозой объявления войны потребовала от США вывести войска, а Татарстан заявил, что его судьба неотделима от судьбы России.

## Цитаты из произведения
- «Белый Дом атакован татарскими ракетами. Подробности на www.news.tat»
- «Есть очевидная истина: без России нет Татарстана, но и без Татарстана нет России!»
- «Мы, на минуточку, всё-таки Россия. Великая держава с великим прошлым и великим будущим. И это будущее в наших, а не чужих руках. Тем, кто это забыл, мы напомним»

## Рецензии
Автор со знанием дела напоминает, что русские и татары — братские народы. И что плох тот русский, который не любит быстрой езды и не мечтает сбросить парочку ракет на Вашингтон. Даже если он не русский, а татарин.
Книга посвящена тысячелетию Казани, но рассказывает о… третьей мировой войне, в которую всерьез ввязался отдельно взятый Татарстан.
Что ж, поздравим автора — чёткий, хорошо продуманный и прописанный сюжет, интересно получившиеся герои: прежде всего главный исполнитель замыслов Магдиева КГБ-шник Гильфанов, легкий и совсем неглупый журналист Летфуллин, два друга-десантника Закирзянов и Иваньков (по кличке Неяпончик), сам Магдиев; впрочем не менее запоминаются и те из персонажей, кому посвящено всего несколько строк.

Легкий язык, речь персонажей, пересыпанная татарскими словечками, хорошие описания и, повторюсь, сложная интрига, которая, однако, нигде «не провисает». Хотя некоторые выходы из непростых ситуаций получаются странно легкими, так это пока до финала не добрались — там разгадки припасены достаточно неожиданные.